# がむしゃら 〜熱くなれ〜/事件だッ!!
『がむしゃら 〜熱くなれ〜/事件だッ!!』（がむしゃら あつくなれ/じけんだっ）は、2001年10月17日に発売されたウルフルズ23枚目のシングル。発売元は東芝EMI。

## 収録曲
全曲作詞・作曲：トータス松本　
1. がむしゃら 〜熱くなれ〜
  - 編曲：ウルフルズ、伊藤銀次

テレビ朝日系「小学生クラス対抗30人31脚全国大会2001」テーマ曲。
2. 事件だッ!!
  - 編曲：ウルフルズ

東映配給映画「劇場版 仮面ライダーアギト PROJECT G4」主題歌
MVはストーリー性になっている。まだブレイク前の氣志團がカメオ出演。
3. ダイニングテーブル ブルース
  - 編曲：ウルフルズ
4. がむしゃら 〜熱くなれ〜（インストゥルメンタル）
5. 事件だッ!!（インストゥルメンタル）